# Walk on the Wild Side
«Walk on the Wild Side» — песня Лу Рида c его второго сольного альбома Transformer (1972). Она была спродюсирована Дэвидом Боуи и Миком Ронсоном, а также выпущена синглом на стороне «Б» вместе с песней «Perfect Day». Песня широко звучала на радио, несмотря на табуированные темы, такие как транссексуальность, наркотики, мужская проституция и оральный секс.
В 2015 году сингл Лу Рида с этой песней (вышедший в 1972 году на лейбле RCA Victor) был принят в Зал славы премии «Грэмми».
В 2004 году журнал Rolling Stone поместил песню «Walk on the Wild Side» в исполнении Лу Рида на 221 место своего списка «500 величайших песен всех времён». В списке 2011 года песня находится на 223 месте.
Кроме того, песня «Walk on the Wild Side» в исполнении Лу Рида входит в составленный Залом славы рок-н-ролла список 500 Songs That Shaped Rock and Roll.

## Музыканты
На баритон саксофоне, который можно услышать в конце песни, играет Ронни Росс, он учил Дэвида Боуи в детстве игре на этом инструменте.
Бэк-вокальные партии исполняет группа Thunderthighs, в неё входили Дари Лабоу, Карен Фридмэн и Кейси Синг.
Знаменитая бас партия была придумана сессионным музыкантом Херби Флауэрсом, она была записана на контрабасе, путём наложения на неё партии электро бас-гитары. В то время он получил £17 за сессию (что эквивалентно 200£ по состоянию на 2018 год).

## Чарты и сертификации
| Чарт (1972-73)                  | Лучшая позиция |
| ------------------------------- | -------------- |
| Australia KMR                   | 100            |
| Canada RPM                      | 18             |
| Ирландия (IRMA)                 | 13             |
| Нидерланды (Single Top 100)     | 15             |
| Великобритания (OCC UK Singles) | 10             |
| США (Billboard Hot 100)         | 16             |
| U.S. Cash Box Top 100           | 17             |

| Чарт (2013)                                  | Лучшая позиция |
| -------------------------------------------- | -------------- |
| Австрия (Ö3 Austria Top 40)                  | 57             |
| Франция (SNEP)                               | 13             |
| Германия (GfK)                               | 67             |
| Italy (FIMI)                                 | 17             |
| Япония (Billboard Japan Hot 100)             | 29             |
| Испания (PROMUSICAE)                         | 21             |
| Швейцария (Schweizer Hitparade)              | 39             |
| США (Billboard Hot Rock & Alternative Songs) | 14             |

| Чарт (1973)                       | Позиция |
| --------------------------------- | ------- |
| Canada                            | 95      |
| U.S. (Joel Whitburn's Pop Annual) | 125     |

| Регион               | Сертификаты |         |
| -------------------- | ----------- | ------- |
| Италия (FIMI)        | Золотой     |         |
| Великобритания (BPI) | Платиновый  | 600 000 |